# Free Software Foundation India
A Free Software Foundation of India é uma organização irmã indiana da estadunidense Free Software Foundation. Foi fundada em Thiruvananthapuram (Trivandrum), a capital de Kerala, em 2001, como uma organizações sem fins lucrativos. Os defensores do FSFI promover o uso e desenvolvimento de software livre na Índia. Isso inclui educar as pessoas sobre software livre, incluindo o modo como ele pode ajudar a economia de um país em desenvolvimento como a Índia. FSF Índia considera software não-livre que não é uma solução, mas um problema a ser resolvido. Software livre é às vezes chamado localmente Software Swatantra na Índia.
Em 2003, após a reunião com o fundador da FSF Richard Stallman, o presidente da Índia Dr. Abdul Kalam exortou os cientistas da computação indianos e profissionais a usarem livre e software de código aberto em pesquisa e desenvolvimento.

## Logo
O lado esquerdo do logotipo da FSF Índia lembra o famoso Ashoka Chakra, que também aparece na bandeira nacional da Índia, enquanto a metade direita é uma representação de um compact disc. A combinação de ambos os símbolos se destina a chamar a atenção para a semelhança entre liberdade política e software livre, o último dos quais a FSF promove.
A Ashoka Chakra, além de ser longa data um símbolo Hindu da época, também se assemelha charkha de Mahatma Gandhi (roda girando), e portanto, no contexto atual, pode simbolizar o movimento de independência da Índia, que resultou na libertação da Índia da ocupação britânica.